# Cultuurraad voor de Franse Cultuurgemeenschap (samenstelling 1979-1980)
Dit is de lijst van de leden van de Cultuurraad voor de Franse Cultuurgemeenschap in de legislatuur 1979-1980. De Cultuurraad voor de Franse Cultuurgemeenschap was een verre voorloper van het Parlement van de Franse Gemeenschap en werd nog niet rechtstreeks verkozen.
De legislatuur 1979-1980 telde 171 leden. Dit waren de 91 leden van de Franse taalgroep uit de Kamer van volksvertegenwoordigers verkozen bij de verkiezingen van 17 december 1978 en de 80 leden van de Franse taalgroep uit de Belgische Senaat, verkozen op 17 december 1978, aangeduid door de provincieraden of gecoöpteerd.
De legislatuur ging van start op 18 januari 1979 en eindigde op 1 juli 1980.
Normaal gezien moesten er 172 leden zijn. De Nederlandstalige senator Aline Bernaerts-Viroux, door apparentering toevallig verkozen in de kieskring Nijvel, had namelijk ook het recht om in de Franse Cultuurraad te zetelen. De Franse Cultuurraad weigerde echter om Bernaerts-Viroux haar zetel te laten innemen, waardoor er 171 leden waren.

## Samenstelling
| Fractie | Fractie | Zetels |
| ------- | ------- | ------ |
|         | PS      | 64     |
|         | PSC     | 47     |
|         | FDF-RW  | 30     |
|         | PRLW-PL | 24     |
|         | PCB     | 5      |
|         | UDRT    | 1      |

## Lijst van de parlementsleden
| Volksvertegenwoordiger            | Partij | Kieskring                                   | Opmerkingen |
| --------------------------------- | ------ | ------------------------------------------- | --- |
| Paul Vanden Boeynants             | PSC    | Brussel                                     | |
| José Desmarets                    | PSC    | Brussel                                     | |
| Jean-Louis Thys                   | PSC    | Brussel                                     | |
| Charles Van de Put                | PSC    | Brussel                                     | |
| Henri Simonet                     | PS     | Brussel                                     | |
| Hervé Brouhon                     | PS     | Brussel                                     | |
| Armand Moock                      | PS     | Brussel                                     | |
| André Degroeve                    | PS     | Brussel                                     | Ondervoorzitter tot 23 januari 1980, secretaris vanaf 3 juni 1980.                                                                |
| Georges Mundeleer                 | PL     | Brussel                                     | |
| Antoinette Spaak                  | FDF    | Brussel                                     | |
| Léon Defosset                     | FDF    | Brussel                                     | |
| Roger Nols                        | FDF    | Brussel                                     | |
| Lucien Outers                     | FDF    | Brussel                                     | |
| Georges Clerfayt                  | FDF    | Brussel                                     | |
| Basile-Jean Risopoulos            | FDF    | Brussel                                     | |
| Pierre Havelange                  | FDF    | Brussel                                     | |
| François Persoons                 | FDF    | Brussel                                     | |
| Luc Bernard                       | FDF    | Brussel                                     | |
| Marion Banneux                    | FDF    | Brussel                                     | |
| Guy Brasseur                      | FDF    | Brussel                                     | |
| Robert Hendrick                   | UDRT   | Brussel                                     | |
| Raymond Langendries               | PSC    | Nijvel                                      | Vervangt vanaf 19 juni 1979 Marcel Plasman, die voltijds burgemeester van Nijvel wordt.                                           |
| Geneviève Ryckmans-Corin          | PSC    | Nijvel                                      | Voorzitter van de commissie Jeugd en Permanente Vorming.                                                                          |
| André Jandrain                    | PS     | Nijvel                                      | Vervangt vanaf 18 december 1979 Alfred Scokaert, die om gezondheidsredenen ontslag neemt.                                         |
| Serge Kubla                       | PRLW   | Nijvel                                      | |
| Louis Michel                      | PRLW   | Nijvel                                      | |
| Philippe Maystadt                 | PSC    | Charleroi-Thuin                             | Voorzitter van de PSC-fractie van 10 april tot 15 oktober 1979.                                                                   |
| Gérard le Hardÿ de Beaulieu       | PSC    | Charleroi-Thuin                             | |
| Marc Harmegnies                   | PS     | Charleroi-Thuin                             | Vervangt vanaf 18 maart 1980 Ernest Glinne, die voltijds lid wordt van het Europees Parlement.                                    |
| André Baudson                     | PS     | Charleroi-Thuin                             | Voorzitter van de commissie Radio en Televisie tot 23 januari 1980.                                                               |
| Philippe Busquin                  | PS     | Charleroi-Thuin                             | |
| Jean-Claude Van Cauwenberghe      | PS     | Charleroi-Thuin                             | |
| Jacques Van Gompel                | PS     | Charleroi-Thuin                             | |
| Etienne Knoops                    | PRLW   | Charleroi-Thuin                             | Voorzitter van de PRL-fractie van 29 november 1979 tot 2 juni 1980.                                                               |
| Robert Moreau                     | RW     | Charleroi-Thuin                             | |
| Georges Glineur                   | PCB    | Charleroi-Thuin                             | |
| Albert Liénard                    | PSC    | Bergen-Zinnik                               | Vervangt vanaf 10 april 1979 de overleden Adolphe Ducobu.                                                                         |
| Robert Urbain                     | PS     | Bergen-Zinnik                               | |
| Yvon Biefnot                      | PS     | Bergen-Zinnik                               | Vanaf 6 februari 1980 voorzitter van de commissie Radio en Televisie.                                                             |
| Robert Leclercq                   | PS     | Bergen-Zinnik                               | |
| Michel Tromont                    | PRLW   | Bergen-Zinnik                               | Vanaf 17 juni 1980 voorzitter van de commissie Onderwijs.                                                                         |
| Noëlla Dinant                     | PCB    | Bergen-Zinnik                               | Voorzitter van de PCB-fractie vanaf 29 november 1979.                                                                             |
| René Jérôme                       | PSC    | Bergen-Zinnik                               | |
| Léon Hurez                        | PS     | Bergen-Zinnik                               | Parlementsvoorzitter. |
| Richard Gondry                    | PS     | Bergen-Zinnik                               | |
| Guy Pierard                       | PRLW   | Bergen-Zinnik                               | Voorzitter van de PRL-fractie vanaf 3 juni 1980.                                                                                  |
| Albert Lernoux                    | PSC    | Charleroi-Thuin                             | |
| Willy Burgeon                     | PS     | Charleroi-Thuin                             | |
| Paul-Henry Gendebien              | RW     | Charleroi-Thuin                             | |
| Robert Devos                      | PSC    | Doornik-Aat-Moeskroen                       | |
| Pierre Deschamps                  | PSC    | Doornik-Aat-Moeskroen                       | |
| Jean-Baptiste Delhaye             | PS     | Doornik-Aat-Moeskroen                       | |
| Jean-Pierre Perdieu               | PS     | Doornik-Aat-Moeskroen                       | |
| Georgette Brenez                  | PS     | Doornik-Aat-Moeskroen                       | Secretaris. |
| André Bertouille                  | PRLW   | Doornik-Aat-Moeskroen                       | Tot 18 mei 1980 secretaris en voorzitter van de commissie Onderwijs.                                                              |
| Pierre Maistriaux                 | PRLW   | Doornik-Aat-Moeskroen                       | |
| Frédéric François                 | PSC    | Hoei-Borgworm                               | |
| Edmond Leburton                   | PS     | Hoei-Borgworm                               | |
| Joseph Fiévez                     | RW     | Hoei-Borgworm                               | |
| Jean-Pierre Grafé                 | PSC    | Luik                                        | Voorzitter van de commissie Sport en vanaf 3 juni 1980 secretaris.                                                                |
| Michel Hansenne                   | PSC    | Luik                                        | |
| Ghislain Hiance                   | PSC    | Luik                                        | |
| André Cools                       | PS     | Luik                                        | |
| Guy Mathot                        | PS     | Luik                                        | |
| Jean-Maurice Dehousse             | PS     | Luik                                        | |
| Claude Dejardin                   | PS     | Luik                                        | |
| Gaston Onkelinx                   | PS     | Luik                                        | |
| Alain Van der Biest               | PS     | Luik                                        | |
| Edmond Rigo                       | PS     | Luik                                        | |
| Jean Defraigne                    | PRLW   | Luik                                        | |
| Jean Gol                          | PRLW   | Luik                                        | Voorzitter van de PRLW-PL-fractie tot 28 november 1979.                                                                           |
| Henri Mordant                     | RW     | Luik                                        | |
| Marcel Levaux                     | PCB    | Luik                                        | |
| Guillaume Schyns                  | PSC    | Verviers                                    | |
| Melchior Wathelet                 | PSC    | Verviers                                    | Voorzitter van de PSC-fractie vanaf 29 november 1979.                                                                             |
| Yvan Ylieff                       | PS     | Verviers                                    | |
| André Damseaux                    | PRLW   | Verviers                                    | |
| Alfred Evers                      | PRLW   | Verviers                                    | |
| Charles-Ferdinand Nothomb         | PSC    | Aarlen-Marche-Bastenaken-Neufchâteau-Virton | |
| Marcel Remacle                    | PS     | Aarlen-Marche-Bastenaken-Neufchâteau-Virton | |
| Louis Olivier                     | PRLW   | Aarlen-Marche-Bastenaken-Neufchâteau-Virton | Secretaris vanaf 3 juni 1980. |
| Joseph Michel                     | PSC    | Aarlen-Marche-Bastenaken-Neufchâteau-Virton | |
| Henri Pierret                     | PSC    | Aarlen-Marche-Bastenaken-Neufchâteau-Virton | |
| Emile Wauthy                      | PSC    | Namen-Dinant-Philippeville                  | |
| Roger Delizée                     | PS     | Namen-Dinant-Philippeville                  | |
| Charles Cornet d'Elzius           | PRLW   | Namen-Dinant-Philippeville                  | |
| Léon Remacle                      | PSC    | Namen-Dinant-Philippeville                  | Ondervoorzitter tot 3 juni 1980.                                                                                                  |
| Robert Marchal                    | PSC    | Namen-Dinant-Philippeville                  | |
| Robert Denison                    | PS     | Namen-Dinant-Philippeville                  | |
| Bernard Anselme                   | PS     | Namen-Dinant-Philippeville                  | |
| Charles Poswick                   | PRLW   | Namen-Dinant-Philippeville                  | |
| Guy Cudell                        | PS     | Brussel                                     | |
| Lucien Radoux                     | PS     | Brussel                                     | |
| Cécile Goor-Eyben                 | PSC    | Brussel                                     | |
| Edouard Poullet                   | PSC    | Brussel                                     | |
| Albert Demuyter                   | PL     | Brussel                                     | |
| André Lagasse                     | FDF    | Brussel                                     | Voorzitter van de FDF-RW-fractie en voorzitter van de commissie Internationale Samenwerking.                                      |
| Jacques Lepaffe                   | FDF    | Brussel                                     | |
| Roland Gillet                     | FDF    | Brussel                                     | |
| Lucienne Mathieu-Mohin            | FDF    | Brussel                                     | |
| Georges Désir                     | FDF    | Brussel                                     | |
| Albert Delpérée                   | FDF    | Brussel                                     | |
| René Basecq                       | PS     | Nijvel                                      | |
| Jean-Émile Humblet                | RW     | Nijvel                                      | |
| Max Bury                          | PS     | Bergen-Zinnik                               | |
| Fernand Delmotte                  | PS     | Bergen-Zinnik                               | |
| Edgard Hismans                    | PS     | Bergen-Zinnik                               | |
| Pierre Mainil                     | PSC    | Bergen-Zinnik                               | |
| André Lagneau                     | PRLW   | Bergen-Zinnik                               | |
| Jacques Hoyaux                    | PS     | Charleroi-Thuin                             | |
| Théophile Toussaint               | PS     | Charleroi-Thuin                             | |
| Alfred Califice                   | PSC    | Charleroi-Thuin                             | |
| Lucienne Gillet                   | PSC    | Charleroi-Thuin                             | |
| Jacques Cerf                      | RW     | Charleroi-Thuin                             | |
| Jacqueline Mayence-Goossens       | PRLW   | Charleroi-Thuin                             | |
| Robert Dussart                    | PCB    | Charleroi-Thuin                             | |
| Jean Dulac                        | PS     | Doornik-Aat-Moeskroen                       | |
| Guy Spitaels                      | PS     | Doornik-Aat-Moeskroen                       | |
| Jean Kevers                       | PSC    | Doornik-Aat-Moeskroen                       | |
| Irène Pétry                       | PS     | Luik                                        | Voorzitter van de PS-fractie tot 28 november 1979.                                                                                |
| Freddy Donnay                     | PS     | Luik                                        | |
| Charles-Joseph Bailly             | PS     | Luik                                        | |
| Huberte Hanquet                   | PSC    | Luik                                        | |
| Michel Paulus                     | PSC    | Luik                                        | |
| Pierre Bertrand                   | RW     | Luik                                        | |
| Jacques Wathelet                  | PRLW   | Luik                                        | Vervangt vanaf 3 juni 1980 François Perin, die uit ontevredenheid ontslag neemt.                                                  |
| Eugène Lecoq                      | PS     | Hoei-Borgworm                               | |
| Raymond Bataille                  | PSC    | Hoei-Borgworm                               | |
| Albert Daulne                     | PS     | Verviers                                    | Vervangt vanaf 18 januari 1979 Guy Bassleer, die verkiest om gedeputeerde van Luik te blijven.                                    |
| Georges Gramme                    | PSC    | Verviers                                    | |
| Jean Gillet                       | PRLW   | Verviers                                    | |
| Henri Cugnon                      | PS     | Aarlen-Marche-Bastenaken-Neufchâteau-Virton | |
| Guy Lutgen                        | PSC    | Aarlen-Marche-Bastenaken-Neufchâteau-Virton | |
| Robert Belot                      | PS     | Namen-Dinant-Philippeville                  | |
| Emile Lacroix                     | PS     | Namen-Dinant-Philippeville                  | |
| Amand Dalem                       | PSC    | Namen-Dinant-Philippeville                  | Vervangt vanaf 6 november 1979 Antoine Humblet, die voorzitter van de Waalse Investeringsmaatschappij wordt.                      |
| Michel Toussaint                  | PRLW   | Namen-Dinant-Philippeville                  | |
| Marcel Payfa                      | FDF    | Brussel                                     | |
| Daniel Noël de Burlin             | PSC    | Brussel                                     | |
| Valmy Féaux                       | PS     | Nijvel                                      | Voorzitter van de commissie Schone Kunsten en vanaf 29 november 1979 voorzitter van de PS-fractie.                                |
| Serge Moureaux                    | FDF    | Brussel                                     | |
| Georges Neuray                    | RW     | Namen-Dinant-Philippeville                  | Ondervoorzitter. |
| Yves-Jean du Monceau de Bergendal | PSC    | Nijvel                                      | |
| Arthur Meunier                    | PS     | Charleroi-Thuin                             | |
| Marcel Busieau                    | PS     | Bergen-Zinnik                               | |
| Raoul Van Spitael                 | PS     | Doornik-Aat-Moeskroen                       | |
| Claude Renard                     | PCB    | Doornik-Aat-Moeskroen                       | Voorzitter van de PCB-fractie van 10 april tot 28 november 1979.                                                                  |
| Paul de Stexhe                    | PSC    | Charleroi-Thuin                             | |
| Jules Coen                        | PRLW   | Hoei-Borgworm                               | |
| Fernand Hubin                     | PS     | Hoei-Borgworm                               | |
| Georges Flagothier                | PSC    | Luik                                        | |
| Gaston Paque                      | PS     | Luik                                        | Voorzitter van de commissie Algemeen Beleid.                                                                                      |
| Marguerite Remy-Oger              | PS     | Luik                                        | |
| Pierre Descamps                   | PRLW   | Doornik-Aat-Moeskroen                       | |
| Robert Conrotte                   | PSC    | Aarlen-Marche-Bastenaken-Neufchâteau-Virton | Secretaris tot 3 juni 1980, ondervoorzitter vanaf 3 juni 1980.                                                                    |
| Charles Hanin                     | PSC    | Aarlen-Marche-Bastenaken-Neufchâteau-Virton | |
| Jean-Baptiste Poulain             | PS     | Namen-Dinant-Philippeville                  | |
| Elie Deworme                      | PS     | Aarlen-Marche-Bastenaken-Neufchâteau-Virton | Secretaris van 5 februari tot 18 mei 1980.                                                                                        |
| André Tilquin                     | PSC    | Namen-Dinant-Philippeville                  | |
| Yves de Wasseige                  | RW     | Charleroi-Thuin                             | |
| Dieudonné André                   | PSC    | Namen-Dinant-Philippeville                  | |
| Robert Henrion                    | PRLW   | Brussel                                     | |
| Roger Lallemand                   | PS     | Brussel                                     | |
| Jean Sondag                       | PSC    | Nijvel                                      | |
| Joseph Louis Bonmariage           | RW     | Brussel                                     | |
| Paul-Charles Goossens             | PS     | Luik                                        | |
| Émile Guillaume                   | FDF    | Brussel                                     | |
| François Guillaume                | PS     | Brussel                                     | |
| Fortuné Lambiotte                 | PS     | Namen-Dinant-Philippeville                  | |
| André Sweert                      | PS     | Nijvel                                      | Voorzitter van de commissie Reglement en Comptabiliteit, secretaris tot 5 februari 1980 en ondervoorzitter vanaf 5 februari 1980. |
| Auguste Bruart                    | PSC    | Bergen-Zinnik                               | Vervangt vanaf 5 februari 1980 Fernand Herman (kieskring Brussel), die voltijds lid wordt van het Europees Parlement.             |